# Thrinchostoma millari
Thrinchostoma millari är en biart som beskrevs av Cockerell 1916. Thrinchostoma millari ingår i släktet Thrinchostoma och familjen vägbin. Inga underarter finns listade i Catalogue of Life.